# Serlone di Wilton
Serlone di Wilton (fl. XII secolo) è stato un poeta e monaco cristiano inglese del XII secolo (ca. 1110-1181).

## Biografia
Studiò e insegnò alla Sorbona. Fu amico di Walter Map e noto a Giraldus Cambrensis (Geraldo del Galles).
Divenne un monaco cluniacense e poi cistercense, e nel 1171 divenne abate dell'Abbaye de l'Aumône. Morì nel 1181. 
Le sue poesie sono in latino.
È oggetto di un saggio del 1899 dell'autore francese Marcel Schwob, La légende de Serlon de Wilton.